# 小坂梨由
小坂梨由（日语：小坂 りゆ（こさか りゆ），1985年1月17日—）是日本女性歌手、舞台劇演員，以及J-POP演唱團體BeForU成員。神奈川縣横滨市出身。

## 來歷
- 2000年12月，由科樂美的「Dance Dance Revolution artist audition 2001」組成的女性演唱團體BeForU成員之一。
- 2001年10月，開始個人歌手活動。出道後個人第1張單曲「true...」由東芝EMI推出。
- 2003年11月，BeForU的同名專輯推出。收錄了小坂的4首單曲。
- 2004年6月，推出首張個人專輯『begin』。收錄多數為Bemani提供的樂曲。
- 2005年1月，在Shibuya O-East舉辦的首次個人音樂會獲得成功。
- 2006年10月，AVEX推出她的單曲『大和撫子魂』。在Oricon 排行榜上最高65位。
- 2007年5月，第三張單曲・動畫『CLAYMORE』片尾曲『斷罪之花 〜Guilty Sky〜』推出。在Oricon排行榜上最高53位。
- 2008年2月，AVEX推出小坂的第1張主要專輯『every struggle』。
- 2009年10月，因BeForU的解散而成為自由身。
- 2010年4月，移籍至5pb.Records，開始成為遊戲音樂歌手。
- 2011年10月，推出單曲。
- 2015年6月，出演舞台劇『[[女神異聞錄3|』。
- 2018年6月，翻唱鳥之詩，由前田尚紀編曲，收錄於前田尚紀專輯。
- 2018年7月，為動畫『遙的接球』片尾曲 作詞。

## 錄音作品列表

### 單曲
- true...（2001年10月17日發售）- 東芝EMI

1. true...
2. DIVE TO THE NIGHT
3. true...(Trance Sunrise Mix)
4. DIVE TO THE NIGHT(NM Rock Style)
5. true...(Instrumental)
6. DIVE TO THE NIGHT(Instrumental)

- 大和撫子魂（2006年10月18日發售）- avex mode

1. 大和撫子魂
2. 大和撫子魂 ~Love Ballad style~
3. 大和撫子魂 ~MAXXX400∞STYLE~JPN edit~
4. YAMATO NADESHIKO ~English edit~
5. 大和撫子魂 ~instrumental~

- 斷罪之花 〜Guilty Sky〜（2007年5月30日發售）- avex entertainment

1. 断罪の花〜Guilty Sky〜
2. ignore
3. DANZAI NO HANA〜Guilty Sky〜
4. 断罪の花〜Guilty Sky〜 instrumental
5. ignore instrumental

日本動畫「CLAYMORE」片尾曲
- Dober Man（2007年7月11日發售）- avex entertainment

1. Dober Man
2. 断罪の花 ～Guilty Sky～ BALLAD STYLE
3. 断罪の花 ～Guilty Sky～ SWORDSWOMAN GUITAR STYLE
4. Dober Man(Instrumental)
5. 断罪の花 ～Guilty Sky～ BALLAD STYLE(Instrumental)

- Platinum Smile（2007年10月24日發售）- avex entertainment

1. Platinum Smile
2. Platinum Smile(Rock Edit.)
3. TOMORROW IS ANOTHER DAY
4. Platinum Smile(instrumental)
5. Platinum Smile(Rock Edit.instrumental)
6. TOMORROW IS ANOTHER DAY(instrumental)

劇場版「仮面ライダー　THE　NEXT」插曲
- ココロの跡（2007年12月12日發售）- avex entertainment

1. ココロの跡
2. “yes or no"
3. ココロの跡(instrumental)
4. “yes or no"(instrumental)

日本動畫「もっけ」主題曲

### 專輯
- begin（2004年6月11日發售）

1. begin
2. VICTORY!!
3. LIFELESS
4. Remember you...
5. SPEEDY
6. glacial
7. Kiss me
8. WHITE SEASON
9. DIVE TO THE NIGHT (TЁЯRA WORKS remix)
10. CANDY?
11. Don' t Stop The music!!
12. Sweetie
13. Song For You
14. ☆shining☆(unplugged version)

- every struggle（2008年2月27日發售）- avex entertainment

1. m.o.n.s.t.e.r
2. 断罪の花 ～Guilty Sky～
3. 白紙
4. Dober Man
5. Memory
6. 3D♥HEART
7. Platinum Smile
8. ココロの跡
9. the eastern sky
10. Sunny the Ride
11. every struggle

### DVD
- RIYU KOSAKA FIRST LIVE at O-EAST 2005（2005年5月20日發售） 科樂美
- Riyu's Vacation 2007（2007年11月1日發售）- es
- Making Photo Book（2007年12月29日發售）- es
- BeForU/Four Piece Riyu Kosaka/live 2008 （2008年5月11日發售）

### 書籍

#### 冩真集
- 小坂梨由冩真集「Riyu」（2008年2月28日發售） - 學習研究社

### 其他
- 天翔少女～片頭曲「Baby's Tears / 小坂梨由」&原聲帶～（2006年8月25日發售）
OVA版『天翔少女』原聲帶CD。
- 仮面ライダー THE NEXT原聲帶專輯
電影『仮面ライダー THE NEXT』原聲帶CD。
- Thousand Stories
- Change my way

## 出演

### 電影
- AXION-2008年-

### 網上電視
- GyaOジョッキー 小坂りゆのがんばりゆっ☆（2007年～、GyaO）
- りゆハラ王国（2008年）

### 廣播劇
- りょうとりゆのパケdioチャンネル（2005年）
- ステゴマの「と金主義！」（2007年）

## 關聯人物
- 前田尚紀 (音樂人)（日语：前田尚紀 (ミュージシャン)），前科樂美音樂人，小坂所屬樂團BeForU創辦人，兩人均離開科樂美後仍有合作活動。

## 外部連結
- RIYU KOSAKA OFFICIAL WEB SITE
- 小坂りゆofficial blog 「がんばりゆっ☆な毎日」 （页面存档备份，存于）
- 小坂りゆのメッセージ ブログ(舊)
- 小坂梨由的X（前Twitter）